# 物理学者の一覧
物理学者の一覧（ぶつりがくしゃのいちらん）は、物理学の彩る、世界の有名な物理学者を一覧する。
主として物理学史において既に評価が定まった過去の物理学者を一覧し、近現代の物理学者についてはその「有名な」を保証するため、次の基準に基づいて選んである。
1. 既に評価の定まった故人および年長者
1.1 没後20年を経た者
1.2 生誕90年を越えた者
2. 上記の条件に該当しないが、次の条件で「有名な」者。
2.1 ノーベル賞受賞者
3. その他、特別な理由で採録を適当と考えられる者。
ただし、本項目によって採録する際は、その理由を「ノート」に充分丁寧に記載する。
なお、日本の物理学者の一覧、Category:物理学者も参照。

## 初期の有名な物理学者

### 紀元前生まれの有名な物理学者
- アルキメデス - イタリア（紀元前287年 - 紀元前212年）---アルキメデスの原理

### 16世紀生まれの有名な物理学者
- ヨハネス・ケプラー - ドイツ (1571 - 1630) ---ケプラーの法則、逆2乗の法則
- ガリレオ・ガリレイ - イタリア (1564 - 1642) ---落体の法則
- ルネ・デカルト - フランス (1596 - 1650) ---慣性の法則

### 17世紀生まれの有名な物理学者
- エヴァンジェリスタ・トリチェリ - イタリア (1608 - 1647) ---トリチェリの真空
- フランチェスコ・マリア・グリマルディ - イタリア (1618 - 1663)
- ブレーズ・パスカル - フランス (1623 - 1662) ---大気圧の実証実験、パスカルの原理
- ロバート・ボイル - イギリス (1627 - 1691) ---ボイルの法則
- ロバート・フック - イギリス (1635 - 1703) ---フックの法則
- クリスティアーン・ホイヘンス - オランダ (1629 - 1695) ---ホイヘンスの原理、土星の輪
- アイザック・ニュートン - イギリス (1642 - 1727) ---万有引力、ニュートン力学、微積分学、光学
- ドニ・パパン - フランス (1647 - 1712) ---蒸気機関
- エドモンド・ハリー - イギリス (1656 - 1742)
- ギヨーム・アモントン - フランス (1663 - 1705)
- ガブリエル・ファーレンハイト - ポーランド / オランダ (1686 - 1736) ---ファーレンハイト度（華氏）
- ダニエル・ベルヌーイ - フランス (1700 - 1782) ---流体力学、ベルヌーイの定理
- ジャン＝アントワーヌ＝ノレ - フランス (1700 - 1770)

## 18世紀生まれの有名な物理学者

### 1701年 - 1710年生まれの有名な物理学者
- ベンジャミン・フランクリン - アメリカ (1706 - 1790) ---電気、避雷針
- レオンハルト・オイラー - スイス (1707 - 1783) ---解析学、流体および剛体の運動方程式

### 1711年 - 1720年生まれの有名な物理学者
- ラウラ・バッシ - イタリア (1711 - 1778) ---女性大学教授
- ジャン・ル・ロン・ダランベール - フランス (1717 - 1783) ---百科全書、波動方程式の解、ダランベールのパラドックス

### 1721年 - 1730年生まれの有名な物理学者
- トビアス・マイヤー - ドイツ (1723 - 1762)

### 1731年 - 1740年生まれの有名な物理学者
- ヘンリー・キャヴェンディッシュ - イギリス (1731 - 1810) ---水素の発見、キャヴェンディッシュの実験
- シャルル・ド・クーロン - フランス (1736 - 1806) ---クーロン力
- ジョゼフ＝ルイ・ラグランジュ - イタリア / フランス (1736 - 1813) ---ラグランジュ力学
- ルイージ・ガルヴァーニ - イタリア (1737 - 1798) ---起電現象の発見

### 1741年 - 1750年生まれの有名な物理学者
- アレッサンドロ・ボルタ - (1745 - 1827) ---ボルタ電池
- ジャック・シャルル - (1746 - 1823) ---ボイル＝シャルルの法則
- ピエール＝シモン・ラプラス - フランス (1749 - 1827) ---ポテンシャル論、ラプラス変換、天体力学、ラプラスの悪魔

### 1761年 - 1770年生まれの有名な物理学者
- ジョン・ドルトン - イギリス (1766 - 1844) ---倍数比例の法則、原子説の提唱
- ジョゼフ・フーリエ - フランス (1768 - 1830) ---熱伝導の理論、フーリエ変換
- トーマス・ゼーベック - ドイツ (1770 - 1831) ---ゼーベック効果

### 1771年 - 1780年生まれの有名な物理学者
- トマス・ヤング - イギリス (1773 - 1829) ---ヤングの実験、エネルギー
- アンドレ＝マリ・アンペール - フランス (1775 - 1836) ---アンペールの法則、アンペア
- エティエンヌ・ルイ・マリュス - フランス (1775 - 1812) ---偏光のマリュスの法則
- ヨハン・ヴィルヘルム・リッター - ドイツ (1776 - 1810) ---紫外線の発見
- ハンス・クリスティアン・エルステッド - デンマーク (1777 - 1851)
- カール・フリードリヒ・ガウス - ドイツ (1777 - 1855) ---磁気の理論、天体力学
- ジョセフ・ルイ・ゲイ＝リュサック - (1778 - 1850) ---気体反応の法則

### 1781年 - 1790年生まれの有名な物理学者
- シメオン・ドニ・ポアソン - フランス (1781 - 1840) ---ポアソン比、ポアソン方程式
- レオポルド・ノビーリ - イタリア (1784 - 1835) ---電流計の発明
- アンリ・ナビエ - フランス (1785 - 1836) ---ナビエ-ストークスの式
- ヨゼフ・フォン・フラウンホーファー - ドイツ (1787 - 1826) ---フラウンホーファー線
- オーギュスタン・ジャン・フレネル - フランス (1788 - 1827) ---フレネルレンズ
- アントワーヌ・セザール・ベクレル - フランス (1788 - 1878) ---電気化学

### 1791年 - 1800年生まれの有名な物理学者
- マイケル・ファラデー - イギリス (1791 - 1867) ---電磁誘導の法則、電気分解の法則、ベンゼンの発見
- ガスパール＝ギュスターヴ・コリオリ - フランス (1792 － 1843) ---コリオリの力
- ジョージ・グリーン - イギリス（1793-1841）---グリーンの定理
- ニコラ・レオナール・サディ・カルノー - フランス (1796 - 1832) ---熱力学、カルノーサイクル
- マセドニオ・メローニ - イタリア (1798 - 1854) ---熱の実験
- ウィリアム・ヘンリー・フォックス・タルボット - イギリス (1800 - 1877) ---写真の発明

## 19世紀生まれの有名な物理学者

### 1801年 - 1810年生まれの有名な物理学者
- クリスチャン・ドップラー - オーストリア (1803 - 1853) ---ドップラー効果
- ハインリッヒ・レンツ - エストニア / ロシア (1804 - 1865) ---電磁気学、レンツの法則
- ウィリアム・ローワン・ハミルトン - イギリス (1805 - 1865) ---解析力学、ハミルトニアン

### 1811年 - 1820年生まれの有名な物理学者
- カルロ・マテウッチ - イタリア (1811 - 1868) ---電気化学
- ユリウス・ロベルト・フォン・マイヤー - ドイツ (1814 - 1878) ---エネルギー保存の法則
- アンデルス・オングストローム - スウェーデン (1814 - 1874) ---分光学、単位オングストローム
- ジェームズ・プレスコット・ジュール - イギリス(1818 - 1889) ---ジュール、仕事
- レオン・フーコー - フランス (1819 - 1868) ---フーコーの振り子
- アルマン・フィゾー - フランス (1819 － 1896) ---光速度の測定
- ジョージ・ガブリエル・ストークス - アイルランド (1819 - 1903) ---ナビエ-ストークス方程式、ストークスの定理
- ジョン・ティンダル - アイルランド (1820 - 1893) ---チンダル現象

### 1821年 - 1830年生まれの有名な物理学者
- ヘルマン・フォン・ヘルムホルツ - ドイツ (1821 - 1894) ---熱力学
- ヨハン・ロシュミット - オーストリア (1821 - 1895) ---ロシュミット数
- ルドルフ・クラウジウス - ポーランド / ドイツ (1822 - 1888) ---熱力学、クラウジウス-クラペイロンの式
- グスタフ・キルヒホフ - プロシア (1824 - 1887) ---キルヒホッフの法則
- ウィリアム・トムソン（ケルヴィン卿） - イギリス (1824 - 1907) ---絶対零度、熱力学
- ヴィルヘルム・ヒットルフ - ドイツ (1824 - 1914) ---陰極線の研究
- ロータル・マイヤー - ドイツ (1830 - 1895) ---元素の周期表

### 1831年 - 1840年生まれの有名な物理学者
- ジェームズ・クラーク・マクスウェル - イギリス (1831 - 1879) ---マクスウェル方程式、電磁気学
- ウィリアム・クルックス - イギリス (1832 - 1919) ---クルックス管
- ドミトリ・メンデレーエフ - ロシア (1834 - 1907) ---周期律、周期表
- ヨハネス・ファン・デル・ワールス - オランダ (1837 - 1923) ---ファンデルワールス力、分子間力
- エルンスト・マッハ - オーストリア (1838 - 1916) ---衝撃波、音速
- エドワード・モーリー - アメリカ (1838 - 1923) ---マイケルソン・モーレーの実験
- ウィラード・ギブズ - アメリカ (1839 - 1903) ---ギブズ自由エネルギー
- エルンスト・アッベ - ドイツ (1840 - 1905) ---光学、アッベ数

### 1841年 - 1850年生まれの有名な物理学者
- アントニオ・パチノッティ - イタリア (1841 - 1912) ---直流発電機の発明
- ジェイムズ・デュワー - イギリス (1842 - 1923) ---デュワー瓶
- ジョン・ウィリアム・ストラット（レイリー卿） - イギリス (1842 - 1919)
- ルートヴィッヒ・ボルツマン - オーストリア (1844 - 1906) ---統計力学、ボルツマン定数
- ヴィルヘルム・レントゲン - ドイツ (1845 - 1923) ---X線の発見
- ガブリエル・リップマン - ルクセンブルク (1845 - 1921) ---天然色写真
- エトヴェシュ・ロラーンド - ハンガリー (1848 - 1919) ---重力と慣性力の等価性（エトベスの実験）
- ルネ・ブロンロ - フランス (1849 - 1930) ---実在しない放射線「N線」の「発見」
- フェルディナント・ブラウン - ドイツ (1850 - 1918) ---ブラウン管
- アウグスト・リーギ - イタリア (1850 - 1920) ---電磁気学

### 1851年 - 1860年生まれの有名な物理学者
- ジョージ・フィッツジェラルド - アイルランド (1851 - 1901) ---電磁気学の理論
- アンリ・ベクレル - フランス (1852 - 1908) ---放射線
- アルバート・マイケルソン - ポーランド / アメリカ合衆国 (1852 - 1931) ---マイケルソン・モーレーの実験
- ヘンドリック・ローレンツ - オランダ (1853 - 1928) ---ローレンツ変換
- ジョゼフ・ジョン・トムソン - イギリス (1856 - 1940) ---陰極線の研究
- 田中館愛橘 - 日本 (1856 - 1952) ---地球物理学者
- ハインリヒ・ヘルツ - ドイツ (1857 - 1894) ---電波、周波数
- クヌート・オングストローム - スウェーデン (1857 - 1910) ---太陽熱と地球大気吸収の研究
- ジョゼフ・ラーモア - アイルランド (1857 - 1942) ---磁場中の電子の歳差運動
- マックス・プランク - ドイツ (1858 - 1947) ---プランク定数、前期量子論
- ピエール・キュリー - フランス (1859 - 1906) ---ラジウムの発見
- ポール・ヴィラール - フランス (1860 - 1934) ---ガンマ線の発見

### 1861年 - 1870年生まれの有名な物理学者
- フィリップ・レーナルト - ドイツ (1862 - 1947) ---陰極線の研究
- ヴィルヘルム・ヴィーン - ドイツ (1864 - 1928) ---ウィーンの変位則
- 長岡半太郎 - 日本 (1865 - 1950) ---土星型原子模型
- フリードリッヒ・パッシェン - ドイツ (1865 - 1940) ---パッシェン系列
- ピーター・ゼーマン - オランダ (1865 - 1943) ---ゼーマン効果
- マリ・キュリー - ポーランド / フランス (1867 - 1934) ---ラジウムの発見
- ロバート・ウィリアム・ウッド - アメリカ合衆国 (1868 - 1955) ---紫外線の研究
- ジョン・タウンゼント - アイルランド (1868 - 1957) ---放電現象の研究
- ロバート・ミリカン - アメリカ (1868 - 1953) ---宇宙線物理学、電気素量の測定
- 本多光太郎 - 日本 (1870 - 1954) ---KS鋼の開発
- ジャン・ペラン - フランス (1870 - 1942) ---原子論の実験的証明

### 1871年 - 1880年生まれの有名な物理学者
- アーネスト・ラザフォード（ネルソン卿） - ニュージーランド (1871 - 1937) ---原子核の発見
- ポール・ランジュバン - フランス (1872 - 1946) ---磁性の研究
- グリエルモ・マルコーニ - イタリア (1874 - 1937) ---無線通信の発明
- セオドア・ライマン - アメリカ合衆国 (1874 - 1954) ---ライマン系列
- ルートヴィヒ・プラントル - ドイツ (1875 - 1953) ---流体力学、境界層
- チャールズ・バークラ - イギリス (1877 - 1944) ---特性X線の発見
- 寺田寅彦 - 日本 (1878 - 1935) ---Ｘ線回折、「寺田物理学」、科学エッセイスト
- リーゼ・マイトナー - オーストリア (1878 - 1968) ---核分裂の発見、女性科学者
- オットー・ハーン - ドイツ (1879 - 1968) ---核分裂の発見
- アルベルト・アインシュタイン - スイス / アメリカ (1879 - 1955) ---相対性理論、光量子仮説、ブラウン運動の理論
- マックス・フォン・ラウエ - ドイツ (1879 - 1960) ---X線回折
- ポール・エーレンフェスト - オーストリア (1880 - 1933) ---量子力学
- アルフレート・ヴェーゲナー - ドイツ (1880 - 1930) ---大陸移動説

### 1881年 - 1890年生まれの有名な物理学者
- アーヴィング・ラングミュア - アメリカ (1881 - 1957) ---界面化学、プラズマ
- セオドア・カルマン - ハンガリー (1881 - 1963) ---空気力学、カルマン渦
- グンナー・ノルドシュトルム - フィンランド (1881 - 1923) ---重力理論
- 石原純 - 日本 (1881 - 1947) ---相対性理論、金属電子論、アインシュタインの紹介、歌人
- マックス・ボルン - ドイツ / イギリス (1882 - 1970) ---量子力学の確率解釈
- パーシー・ブリッジマン - アメリカ合衆国 (1882 - 1961) ---高圧の研究
- ジェイムス・フランク - ドイツ (1882 - 1964) ---フランク＝ヘルツの実験、フランクレポート
- ピーター・デバイ - ドイツ (1884 - 1966) ---デバイの比熱式、デバイ模型
- 松山基範 - 日本 (1884 - 1958) ---地球物理学
- 西川正治 - 日本 (1884 - 1952) ---X線回折、結晶学
- ニールス・ボーア - デンマーク (1885 - 1962) ---原子模型、相補性原理
- テオドール・カルツァ- ドイツ　(1885年 - 1954年） ---カルツァ＝クライン理論
- マンネ・シーグバーン - スウェーデン (1886 - 1978) ---X線分光学
- 八木秀次 - 日本 (1886 - 1976) ---八木・宇田アンテナ
- グスタフ・ヘルツ - ドイツ (1887 - 1975) ---フランク＝ヘルツの実験
- ヘンリー・モーズリー - イギリス (1887 - 1915) ---特性X線
- エルヴィン・シュレーディンガー - オーストリア (1887 - 1961) ---シュレーディンガー方程式、量子力学
- パウル・ペーター・エバルト - ドイツ (1888 - 1985) ---エバルト球
- チャンドラセカール・ラマン - インド (1888 - 1970) ---ラマン効果
- アレクサンドル・フリードマン - ロシア (1888 - 1925) ---膨張宇宙のモデル
- フリッツ・ゼルニケ - オランダ (1888 - 1966) ---位相差顕微鏡の発明
- ポール・シェラー - スイス (1890 - 1969) ---デバイ-シェラー法
- 仁科芳雄 - 日本 (1890 - 1951) ---クライン＝仁科の公式
- 荒勝文策 - 日本 (1890 - 1973) ---原子核物理学

### 1891年 - 1900年生まれの有名な物理学者
- ジェームズ・チャドウィック - イギリス (1891 - 1974) ---中性子の発見
- クリントン・デイヴィソン - アメリカ合衆国 (1881 - 1958) ---電子の波動性の証明
- ルイ・ド・ブロイ - フランス (1892 - 1987) ---物質波の提唱
- ジョージ・パジェット・トムソン - イギリス (1892 – 1975) ---電子の波動性の証明
- メグナード・サハ - インド (1893 - 1956) ---サハの電離式
- サティエンドラ・ボース - インド (1894 - 1974) ---ボース粒子
- オスカル・クライン - スウェーデン (1894 - 1977) ---カルツァ＝クライン理論、クライン・ゴルドン方程式
- 増本量 - 日本 (1895 - 1987) ---センダストの開発
- フレデリック・サムナー・ブラケット - アメリカ合衆国 (1885 - 1962) ---ブラケット系列
- イレーヌ・ジョリオ＝キュリー - フランス (1897 - 1956) ---人工放射性元素の研究、女性科学者
- マックス・クノール - ドイツ (1897 - 1969) ---電子顕微鏡の発明
- ジョン・コッククロフト - イギリス (1897 - 1967) ---核反応
- 茅誠司 - 日本 (1898 - 1988) ---強磁性体
- ヴォルフガング・パウリ - オーストリア (1900 - 1958) ---パウリの排他原理、場の量子論
- フレデリック・ジョリオ＝キュリー - フランス (1900 - 1958) ---人工放射性元素の研究
- 中谷宇吉郎 - 日本 (1900 - 1962) ---ウサギの毛を用いた雪の結晶の研究
- ジョン・クラーク・スレイター - アメリカ合衆国 (1900 - 1976) ---スレイター行列式
- ジョージ・ウーレンベック - オランダ (1900 - 1988) ---電子のスピンの発見

## 20世紀生まれの有名な物理学者

### 1901年 - 1910年生まれの有名な物理学者
- ヴェルナー・ハイゼンベルク - ドイツ (1901 - 1976) ---行列力学、不確定性原理
- エンリコ・フェルミ - イタリア (1901 - 1954) ---フェルミ・ディラック統計、ベータ崩壊、原子炉
- フランコ・ラゼッティ - イタリア / アメリカ合衆国 (1901 - 2001) ---核分裂の研究
- ポール・ディラック - イギリス (1902 - 1984) ---ディラック方程式、ディラックの海
- 菊池正士 - 日本 (1902 - 1974) ---電子線回折に関する実験
- 坪井忠二 - 日本 (1902 - 1982)
- ユージン・ウィグナー - ハンガリー (1902 - 1995) ---ウィグナー結晶
- ウォルター・ブラッテン - アメリカ合衆国 (1902 - 1987) ---トランジスタの発明
- パスクアル・ヨルダン - ドイツ (1902 - 1980) ---量子力学の研究
- アーネスト・ウォルトン - アイルランド (1903 - 1995) ---原子核変換
- ラルス・オンサーガー - ノルウェー / アメリカ (1903 - 1976) ---相反定理、2次元相転移の厳密解
- ヴァルター・ハイトラー - ドイツ (1904 - 1981) ---ハイトラー・ロンドン理論
- ロバート・オッペンハイマー - アメリカ (1904 - 1967) ---中性子星、原爆開発
- ジョージ・ガモフ - アメリカ (1904 - 1968) ---ビッグ・バン、不思議の国のトムキンス
- パーヴェル・チェレンコフ - ロシア (1904 - 1990) ---チェレンコフ放射
- エルンスト・シュテュッケルベルク - スイス (1905 - 1984)
- カール・デイヴィッド・アンダーソン - アメリカ (1905 - 1991) ---陽電子の発見
- 嵯峨根遼吉 - 日本 (1905 - 1969)
- ネヴィル・モット - イギリス (1905 - 1996) ---モット絶縁体
- エミリオ・セグレ - イタリア/アメリカ合衆国 (1905 - 1989) ---反陽子の発見
- 小谷正雄 - 日本 (1906 - 1993) ---分子物理、生物物理
- 朝永振一郎 - 日本 (1906 - 1979) ---繰り込み理論
- マリア・ゲッパート＝メイヤー - ドイツ / アメリカ (1906 - 1972) ---原子核の殻構造、女性科学者
- エットーレ・マヨラナ - イタリア（1906 - 1938に行方不明）
- エルンスト・ルスカ - ドイツ (1906 - 1988) ---電子顕微鏡の開発
- 湯川秀樹 - 日本 (1907 - 1981) ---中間子の提唱
- ルドルフ・パイエルス - ドイツ / イギリス (1907 - 1995) ---パイエルス転移
- レフ・ランダウ - ロシア (1908 - 1968) ---液体He、「理論物理学教程」の著者
- ハンネス・アルベーン - スウェーデン (1908 - 1995) ---電磁流体力学
- エドワード・テラー - アメリカ (1908 - 2003) ---原爆開発、水爆開発
- イリヤ・フランク - ロシア (1908 - 1990) ---チェレンコフ効果の解明
- ジョン・バーディーン - アメリカ (1908 - 1991) ---トランジスタの発明、BCS理論
- 伏見康治 - 日本 (1909 - 2008) ---統計力学、原子力
- マルグリット・ペレー - フランス (1909 - 1975) ---フランシウムの発見、女性科学者
- ホーミ・J・バーバー - インド (1909 - 1966) ---原子力
- 永宮健夫 - 日本 (1910 - 2006) ---固体物理学、反強磁性体
- ウィリアム・ショックレー - アメリカ (1910 - 1989) ---接合型トランジスタの発明
- スブラマニアン・チャンドラセカール - アメリカ (1910 - 1995) ---チャンドラセカール限界

### 1911年 - 1920年生まれの有名な物理学者
- 坂田昌一 - 日本 (1911 - 1970) ---二中間子論、坂田模型
- ルイ・アルヴァレ - アメリカ (1911 - 1988)
- ニコラス・ケンマー - ロシア / ドイツ / イギリス (1911 - 1998) ---理論物理学者
- カール・フリードリヒ・フォン・ヴァイツゼッカー - ドイツ (1912 - 2007)
- エドワード・ミルズ・パーセル - アメリカ合衆国 (1912 - 1997) ---核磁気共鳴、21cm線
- フィリップ・アベルソン - アメリカ合衆国 (1913 - 2004) ---ネプツニウムの作製
- 今井功 - 日本 (1914 - 2004) ---流体力学
- フレッド・ホイル - イギリス (1915 - 2001) ---定常宇宙、"ビッグバン"の命名
- エフゲニー・リフシッツ - ロシア (1915 - 1985) ---「理論物理学教程」の著者の一人
- オレステ・ピッキオーニ - イタリア / アメリカ合衆国 (1915 - 2002) ---素粒子物理学
- ヴィタリー・ギンツブルク - ロシア (1916 - 2009)---ギンツブルグ-ランダウ理論
- アレクサンドル・プロホロフ - ロシア (1916 - 2002) ---レーザーとメーザーの研究
- 内山龍雄 - 日本 (1916 - 1990) ---ゲージ理論
- イリヤ・プリゴジン - ロシア / ベルギー (1917 - 2003) ---非平衡状態の熱力学
- ジュール・グレゴリー・チャーニー - アメリカ合衆国 (1917 - 1981) ---気象学者
- リチャード・P・ファインマン - アメリカ (1918 - 1988) ---ファインマンダイアグラム、量子コンピュータ
- ジュリアン・シュウィンガー - アメリカ合衆国 (1918 - 1994) ---繰り込み理論
- 久保亮五 - 日本 (1920 - 1995) ---統計物理学、線形応答理論
- ニコラス・ブルームバーゲン - アメリカ (1920 - 2017)
- 林忠四郎 - 日本 (1920 - 2010) ---α-β-γ-林の理論、林フェーズ

### 1921年 - 1930年生まれの有名な物理学者
- 南部陽一郎 - 日本 / アメリカ (1921 - 2015) ---素粒子論の研究
- アンドレイ・サハロフ - ロシア (1921 - 1989) ---ソ連の水素爆弾開発
- 楊振寧 - 中国 / アメリカ (1922 - ) ---パリティ対称性の破れ
- 北垣敏男 - 日本 (1922 - 2016) ---高エネルギー物理学、加速器研究
- 小田稔 - 日本 (1923 - 2001) ---X線天文学
- フィリップ・アンダーソン - アメリカ (1923 - 2020) ---アンダーソン局在
- 江崎玲於奈 - 日本 (1925 - ) ---江崎ダイオード 、超格子
- ロイ・グラウバー - アメリカ合衆国 (1925 - ) ---光のコヒーレンスの量子理論
- アブドゥッサラーム - パキスタン (1926 - 1996) ---ワインバーグ＝サラム理論
- ベン・ロイ・モッテルソン - アメリカ (1926 - ) ---集団運動模型の構築
- 小柴昌俊 - 日本 (1926 - 2020) ---スーパーカミオカンデ
- 西島和彦 - 日本 (1926 - 2009) ---素粒子物理学、「西島・ゲルマンの規則」
- 李政道 - 中国 / アメリカ (1926 - ) ---パリティ対称性の破れ
- アレクセイ・アブリコソフ - ロシア (1928 - 2017) ---超伝導の研究
- 赤﨑勇 - 日本 (1929 - 2021) ---物性物理学、半導体、窒化ガリウム、ＬＥＤ
- マレー・ゲルマン - アメリカ (1929 - 2019) ---クォーク模型
- リチャード・E・テイラー - アメリカ合衆国 (1929 - 2018) ---ハドロンの内部構造の実験
- レオン・クーパー - アメリカ (1930 - ) ---クーパー対、BCS理論

### 1931年 - 1940年生まれの有名な物理学者
- マルティヌス・フェルトマン - オランダ (1931 - ) ---電弱相互作用の解明
- リカルド・ジャコーニ - イタリア / アメリカ合衆国 (1931 - 2018) ---X線天文学
- クロード・コーエン＝タヌージ - フランス (1933 - ) ---レーザー冷却
- ピーター・マンスフィールド - イギリス (1933 - 2017)
- スティーヴン・ワインバーグ - アメリカ合衆国 (1933 - ) ---ワインバーグ＝サラム理論
- カルロ・ルビア - イタリア (1934 - ) ---W粒子の生成
- ジョン・ホール - アメリカ (1934 - ) ---レーザー分光法
- ケネス・ウィルソン - アメリカ (1936 - 2013)
- 近藤淳 - 日本 (1936 - 2022) ---近藤効果
- ブライアン・ジョゼフソン - イギリス (1940 - ) ---ジョセフソン効果
- 益川敏英 - 日本 (1940 - 2021) ---クォーク6種存在の予測（小林・益川理論）

### 1941年 - 1950年生まれの有名な物理学者
- テオドール・ヘンシュ - ドイツ (1941 - ) ---レーザー分光法
- スティーヴン・ホーキング - イギリス (1942 - 2018) ---特異点定理、ホーキング放射
- 小林誠 - 日本 (1944 - ) --- クォーク6種存在の予測（小林・益川理論）
- ヘーラルト・トホーフト - オランダ (1946 - ) ---電弱相互作用の解明
- ロバート・B・ラフリン - アメリカ合衆国 (1950 - ) ---量子ホール効果の理論

### 1951年以降生まれの有名な物理学者
- フランク・ウィルチェック - アメリカ合衆国 (1951 - ) ---漸近的自由性の発見
- ソール・パールマッター - アメリカ合衆国 (1959 - ) ---宇宙の加速膨張の観測